# TV Borborema
TV Borborema é uma emissora de televisão brasileira sediada em Campina Grande, cidade do estado da Paraíba. Opera no canal 9 (30 UHF digital), e é afiliada ao SBT. Foi fundada em 1966, sendo a primeira emissora de TV da Paraíba, e atualmente pertence ao Grupo Norte de Comunicação. Seus estúdios ficam no Edifício João Rique, no centro da cidade, e sua antena de transmissão está instalada no topo do edifício.

## História
Campina Grande foi a primeira cidade da Paraíba e do interior de um estado do Nordeste a possuir emissora de televisão, ao contrário de outros estados nordestinos, em que as primeiras emissoras foram instaladas nas capitais. João Pessoa só viria a ter emissora local em 1986.[carece de fontes?] A TV Borborema foi uma das primeiras emissoras do Norte/Nordeste. Antes, em 1960, já haviam sido inauguradas as TVs Itapoan, em Salvador, na Bahia, e Jornal do Commercio e Rádio Clube de Pernambuco no Recife.[carece de fontes?]
Segundo relatos históricos, Assis Chateaubriand determinou a inauguração de uma TV em Campina Grande em 1961. A cidade era uma das principais praças dos Diários Associados no Nordeste. Há registros de que a Rádio Borborema na época tinha um faturamento invejável, a ponto de sustentar as rádios Clube de Pernambuco e Tamandaré, ambas instaladas no Recife, capital de Pernambuco.[carece de fontes?]
A TV Borborema entrou em fase experimental em 15 de setembro de 1963, quando produziu os seus primeiros programas. A emissora associada foi inaugurada oficialmente em 14 de março de 1966.
A emissora integrou a Rede Tupi até o dia 18 de julho de 1980, quando a mesma foi extinta, mas não teve sua licença cassada devido a emissora estar saudável financeiramente à época, e devido a alinhamentos políticos, os quais permitiram à emissora manter-se no ar e, mais tarde, instalar repetidoras no interior paraibano. Por um curto período, passou a transmitir o conteúdo da TV Record e da TVS Rio de Janeiro, nas quais as afiliadas restantes da Tupi passaram a ficar abrigadas. Em seguida, em 8 de setembro, afiliou-se à Rede Globo, permanecendo com a rede até 31 de dezembro de 1986, quando entrou no ar a TV Paraíba.
Em 16 de janeiro de 2015, a emissora teve 57,5% das suas ações vendidas pelos Diários Associados para o Sistema Opinião de Comunicação, de propriedade de Cândido Pinheiro, e que também já era proprietário de parte das ações da TV Ponta Negra e da TV Ponta Verde. A venda foi aprovada pelo CADE em 19 de janeiro, através de nota publicada no Diário Oficial da União. Em 2019, o Sistema Opinião de Comunicação passou a deter 100% das ações.[carece de fontes?]
Em 14 de março de 2016, data em que a emissora completou 50 anos de fundação, a TV Borborema renovou sua programação, com a estreia de novos cenários e novos programas, e também de um novo pacote gráfico. Foi também realizada uma sessão solene na Câmara Municipal de Campina Grande, onde foi entregue para a emissora a Medalha de Honra ao Mérito Municipal, pelos 50 anos de serviços prestados, e o título de cidadão campinense para o presidente do Sistema Opinião de Comunicação, Cândido Pinheiro Júnior.
No dia 21 de janeiro de 2025, foi anunciada a venda da emissora (e também da TV Manaíra) ao Grupo Norte de Comunicação, sendo a segunda vez que o canal é vendido a outro grupo.. No dia seguinte, em nota conjunta, os antigos e novos proprietários confirmaram que o contrato de compra e venda fora assinado em 19 de dezembro de 2024, e que estavam aguardando manifestação do CADE para darem sequência à transferência do controle

## Sinal digital
| Canal virtual | Canal físico | Resolução de tela | Programação                                 |
| ------------- | ------------ | ----------------- | ------------------------------------------- |
| 9.1           | 30 UHF       | 1080i             | Programação principal da TV Borborema / SBT |

A emissora iniciou suas transmissões digitais em caráter experimental em 9 de março de 2016, pelo canal 30 UHF para Campina Grande e áreas próximas; em 14 de março, data do aniversário de 50 anos da emissora, o sinal digital foi oficialmente lançado. Em 7 de agosto de 2020, passou a exibir pela primeira vez, desde que o sinal entrou no ar, a programação da rede em alta definição, porém seus programas locais continuam em definição padrão.
Transição para o sinal digital
Com base no decreto federal de transição das emissoras de TV brasileiras do sinal analógico para o digital, a TV Borborema cessou suas transmissões pelo canal 09 VHF em 5 de dezembro de 2018, seguindo o cronograma oficial da ANATEL, como fizeram outras emissoras de Campina Grande.